# Piskorzowate
Piskorzowate, kozowate, kózkowate (Cobitidae) – rodzina słodkowodnych ryb karpiokształtnych (Cypriniformes).

## Zasięg występowania
Europa, Azja i Maroko. Najwięcej gatunków znanych jest z południowej Azji.
W Polsce występuje koza, koza złotawa, koza dunajska, śliz i piskorz.

## Cechy charakterystyczne
Ciało wydłużone, walcowate, pokryte drobnymi łuskami lub nagie. Otwór gębowy w położeniu dolnym, otoczony kilkoma parami (3–6 par) wąsików. Liczba i układ wąsików zależny od gatunku. Zęby gardłowe jednoszeregowe. Piskorzowate reagują na zmiany ciśnienia atmosferycznego. Niektóre gatunki mają silnie unaczyniony odcinek jelita, dzięki któremu mogą oddychać powietrzem atmosferycznym. Maksymalna długość ciała wynosi 40 cm.

## Klasyfikacja

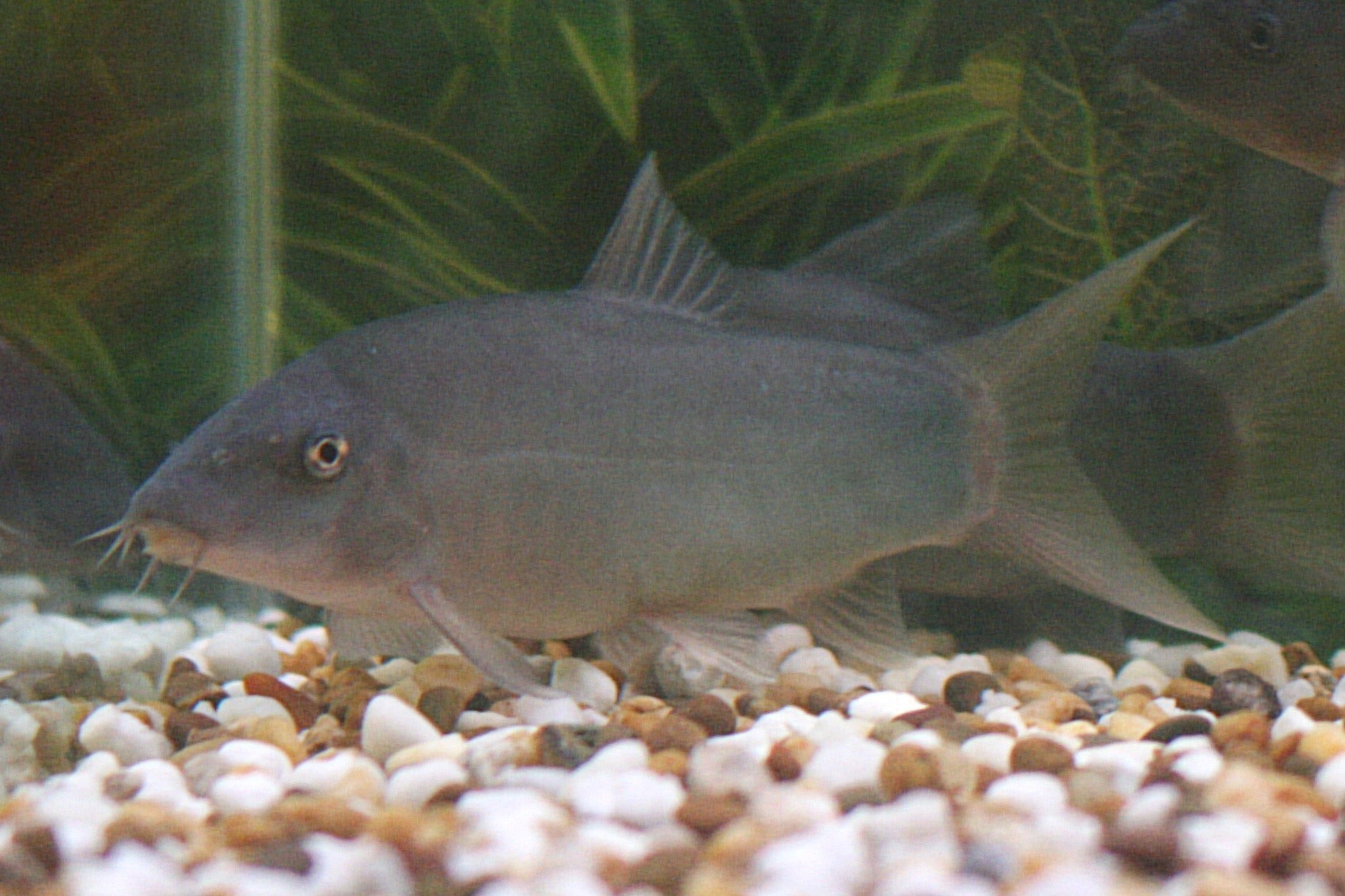
Bocja szara (Botia modesta)

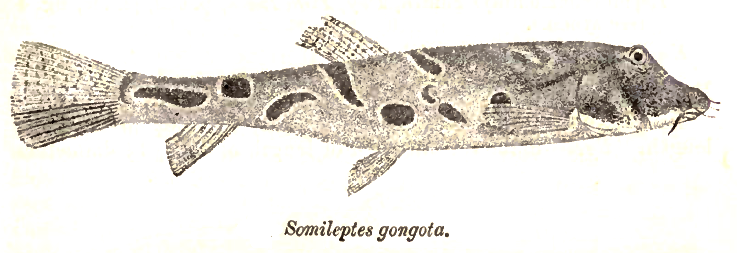
Somileptus gongota

Większość autorów zalicza do piskorzowatych 240 gatunków ryb zgrupowanych w podrodzinach Botiinae i Cobitinae. Wykazane w badaniach różnice morfologiczne (Nalbant, 2002) i molekularne (Šlechtová et al., 2006; 2007; Tang et al., 2005; 2006) okazały się na tyle istotne, że liczącą 7 rodzajów podrodzinę Botiinae podniesiono do rangi rodziny Botiidae.
Rodzaje zaliczane do Cobitidae sensu lato:
Acanthopsoides — Acantopsis — Bibarba — Botia — Canthophrys — Chromobotia — Cobitis — Iksookimia — Kichulchoia — Koreocobitis — Kottelatlimia — Lepidocephalichthys — Lepidocephalus — Leptobotia — Microcobitis — Misgurnus — Neoeucirrhichthys — Niwaella — Pangio — Parabotia — Paralepidocephalus — Paramisgurnus — Protocobitis — Sabanejewia — Sinibotia — Syncrossus — Yasuhikotakia
Rodzajem typowym rodziny jest Cobitis.

## Ochrona w Polsce
Wszystkie gatunki rodziny Cobitidae występujące w Polsce są objęte ścisłą ochroną gatunkową.